# Skottskog

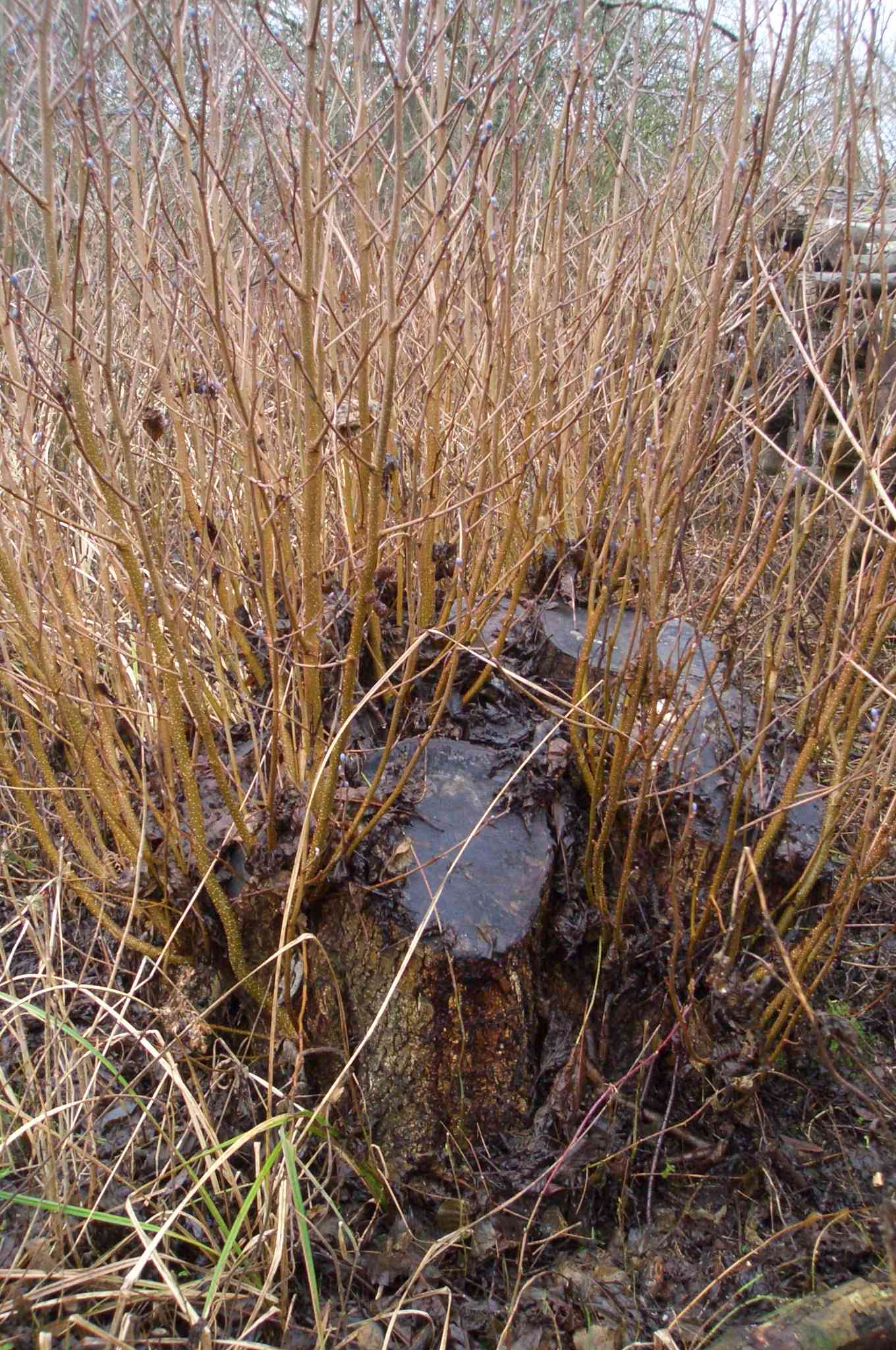
Alstubbe ett år efter avverkning, med uppväxande skott som bildar ny skottskog.

Skottskog är en typ av kulturskog med kort (typiskt något tiotal år) omloppstid baserad på skottsättande lövträd, till exempel ask eller björk. Efter huggning sker föryngring genom naturlig tillväxt av skott från stubbarna. Skottskogar har i Sverige använts för produktion av exempelvis brännved, stängselmaterial och foder (hamling). Man kan räkna energiskogsodling som skottskogsbruk, vilket i så fall är den enda form av skottskog som idag har ekonomisk betydelse.
Skottskogsskötsel kallas med ett annat ord lågskogsskötsel.